# Hermann Fellner (Filmproduzent)
Hermann Fellner (* 26. März 1878 als Hermann Siegfried Flegenheimer in Frankfurt am Main; † 22. März 1936 in London, Großbritannien) war ein deutscher Filmproduzent und Drehbuchautor, ein Pionier der europäischen Kinematographie.

## Leben
Fellner arbeitete bereits vor 1900 in unterschiedlichen Bereichen des internationalen Theaters. 1913 wurde er als Nachfolger von Jules Greenbaum Geschäftsführer bei der Produktionsfirma Vitascope GmbH. Im Januar 1914 fusionierte die Vitascope mit der Projektions-Aktiengesellschaft-Union (PAGU). Fellner und die Brüder Jules Greenbaum und Max Grünbaum traten als Prokuristen in die neue Großfirma ein. Durch Beschluss der Generalversammlung vom 27. Juni 1914 wurden Fellner und Jules Greenbaum Vorstandsmitglieder der Aktiengesellschaft, die 1917 in der Firmenneugründung UFA aufgehen sollte.
Seit der Frühphase des Ersten Weltkriegs begann sich Fellner auf die Erstellung von Filmdrehbüchern zu konzentrieren. Im Februar 1919 gründete er gemeinsam mit Wilhelm Heiser die Fern Andra Film Vertriebsgesellschaft m.b.H. Im Juli wurde er an der Seite von Julius Mandl (d. i. Joe May) Geschäftsführer bei der May-Film GmbH und im November 1920 Mitgründer und Co-Geschäftsführer bei der Fema Film-Atelier GmbH und im Mai 1921 Co-Geschäftsführer bei der Julius Mandl Film-Gesellschaft mbH. Mit den von Joe May inszenierten Monumentalfilmen Die Herrin der Welt und Das indische Grabmal war er als Produktionsleiter an zwei aufwendigen und teuren Filmen beteiligt. 1922 begann Fellner eine Kooperation mit dem in Berlin aktiven ungarischen Kollegen Josef Somló. Der Firmenname Felsom (Fellner & Somlo GmbH) entstand aus den jeweils drei Anfangsbuchstaben beider Nachnamen. Felsom-Filme waren leichtgewichtige Stoffe, vor allem romantische Komödien mit Musik behaupteten sich zu Beginn der Tonfilm-Ära am Markt.
Im Dezember 1925 gründeten der Produzent Arnold Pressburger und Somló aus einer Firmenübernahme die Sascha Filmindustrie GmbH, die dann von 1926 bis 1934 als Produktionsfirma F.P.S. Film GmbH firmierte. Im Juni 1927 wurden Fellner und Somló die Kompagnons von Fritz Lang bei der Fritz Lang Film GmbH (1927–1929).
Infolge der Machtübernahme durch die Nationalsozialisten emigrierten die Juden Fellner und Somló nach Großbritannien, wo sich jedoch ihre Wege trennten. Nach einer Produktion für die Firma Gaumont, Wilhelm Thieles Waltz Time nach der Vorlage Die Fledermaus, gründete Fellner mit dem gleichfalls nach England geflohenen Kollegen Max Schach die Cecil Films und vollendete noch zwei Filme. Ende März 1936 wurde Hermann Fellner in seiner Wohnung in London-Westminster erhängt aufgefunden, ein Selbstmord.

## Filmografie
als Produzent, wenn nicht anders angegeben
- 1912: Der Eid des Stephan Huller (2 Teile, Produktionsleitung)
- 1913: Das goldene Bett
- 1913: Menschen und Masken (2 Teile)
- 1913: Das Recht auf Glück
- 1913: Das Geheimnis von Lissabon
- 1913: Die blaue Maus
- 1913: Die blaue Maus, 2. Teil
- 1913: Das silberne Kreuz
- 1913: Das weiße Grab
- 1913: Das weiße Pferd
- 1914: Die braune Bestie
- 1914: Zweite Tür links
- 1914: Ein Kindesherz
- 1914: Weib gegen Weib
- 1914: Lache, Bajazzo
- 1914: Der Hund von Baskerville (2 Teile)
- 1914: Ein seltsamer Fall
- 1915: Der Katzensteg
- 1915: Kapital und Liebe (Drehbuch)
- 1917: Die Glocken der Katharinenkirche (Drehbuch)
- 1918: Das gestohlene Hotel (Drehbuch)
- 1919: Wahnsinn (Drehbuch)
- 1919: Die Nacht auf Goldenhall (Drehbuch)
- 1919/20: Die Herrin der Welt (8 Teile, Produktionsleitung)
- 1921: Das indische Grabmal (2 Teile, Produktionsleitung)
- 1922: Sünden von gestern
- 1922: Firnenrausch (Drehbuch)
- 1924: Der gestohlene Professor (Drehbuch)
- 1925: Der Tänzer meiner Frau
- 1926: Eine Dubarry von heute
- 1926: Man spielt nicht mit der Liebe
- 1926: Ledige Töchter
- 1927: Die berühmte Frau
- 1927: Die letzte Nacht
- 1927: Der Geisterzug
- 1927: Mein Leben für das Deine
- 1928: Sechs Mädchen suchen Nachtquartier
- 1928: Spione
- 1928: Die Frau auf der Folter
- 1928: Heut’ spielt der Strauss
- 1928: Die Räuberbande
- 1928: Dyckerpotts Erben
- 1928: Haus Nummer 17
- 1928: Der fesche Husar
- 1929: Der Würger
- 1929: Frau im Mond
- 1929: Das Land ohne Frauen
- 1930: Die Lindenwirtin
- 1930: Geld auf der Straße
- 1931: Drei Tage Liebe
- 1931: Die Blumenfrau von Lindenau
- 1931: Die spanische Fliege
- 1932: Mädchen zum Heiraten
- 1932: Tell Me Tonight
- 1933: Waltz Time
- 1935: Public Nuisance No. 1
- 1936: Dishonour Bright